# 도지인·리쓰메이칸대학역
도지인·리쓰메이칸대학키누가사캠퍼스앞역(일본어: 等持院・立命館大学衣笠キャンパス前駅, とうじいん・りつめいかんきぬがさきゃんぱすまええき)은 일본 교토부 교토시 기타구에 있는 게이후쿠 전기 철도 기타노 선의 역이다. 역 번호는 B8이다.

## 역사
- 1925년 11월 3일: 교토 전등이 경영하는 아라시야마 전철 기타노 선의 역으로 영업 개시.
- 1942년 3월 2일: 노선의 계승으로 게이후쿠 전기 철도의 역이 됨.
- 2020년 3월 20일: 도지인·리쓰메이칸대학키누가사캠퍼스앞역(일본어: 等持院・立命館大学衣笠キャンパス前駅)으로 역명 변경

## 역 구조
상대식 승강장 2면 2선의 지상역이다. 역의 동쪽에 주요 출입구가 있지만 기타노하쿠바이초 방면 플랫폼에는 역사 서쪽에 울타리가 찢어진 부분이 있어 그 부분에서도 북쪽의 도로에 드나들 수 있다.
여기서 료안지 방향에 있는 건널목까지 도로가 병행되는 구간은 복선 부분의 용지가 확보되어 있다. 옆의 료안지 역까지는 약 200m로, 기타노 선에서는 역간 거리가 가장 짧은 구간이다.
2020년 3월 20일에 역명을 도지인에서 도지인·리쓰메이칸대학키누가사캠퍼스앞역으로 바꾸면서 가나 26자로 가나 24자였던 조자가하마시오사이하마나스코엔마에역과 미나미아소미즈노우마레루사토하쿠스이코겐역을 제치고 일본에서 이름이 가장 긴 역이 되었다.

## 역 주변
- 도지인
- 리쓰메이칸 대학 기누가사 캠퍼스

## 인접역
| 게이후쿠 전기 철도 ■ 기타노 선            | 게이후쿠 전기 철도 ■ 기타노 선 | 게이후쿠 전기 철도 ■ 기타노 선 |
| ----------------------------------------- | ------------------------------ | ------------------------------ |
| B9 기타노하쿠바이초 기타노하쿠바이초 방면 |                                | 료안지 B7 가타비라노쓰지 방면  |

1. ↑  (일본어) “嵐電 等持院・立命館大学衣笠キャンパス前駅”. 케이후쿠 전기철도. 2020년 6월 8일에 원본 문서에서 보존된 문서. 2020년 10월 16일에 확인함.]